# Cap Futtsu
Le cap Futtsu (富津岬, Futtsu-misaki) est un cap situé côté est de la baie de Tokyo.
Il doit son nom à la ville de Futtsu dans la préfecture de Chiba.